# Beyobası, Köyceğiz
Beyobası là một thị trấn thuộc huyện Köyceğiz, tỉnh Muğla, Thổ Nhĩ Kỳ. Dân số thời điểm năm 2011 là 2.732 người.